# Монументальное кладбище (Брешия)

Колонна с маяком 60-метровой высоты

«Монументальное кладбище» также известное как Vantiniano (итал. Cimitero degli inglesi, итал. Cimitero Inglese и итал. Cimitero Protestante) — некрополь, историческое городское кладбище, расположенное в г. Брешия, Италия. Первое монументальное кладбище в Италии.

## История
Наполеоновский эдикт, принятый 12 июня 1804 года, запрещал захоронения в черте города и устанавливал некоторые правила, касающиеся общественного здравоохранения, учредив определённое расстояние между местом, предназначенным для захоронений и жилыми районами.
В 1806 году Брешия была одним из первых городов, которые обнародовали закон, основанный на указе Наполеона, и городская власть решила основать кладбище в соответствии с новыми правилами. В 1808 году Брешия приобрела для этой цели новые земли. В январе 1810 года епископ Габрио Мария Нава освятил место, и сразу после этого кладбище начало использоваться.
Автором проекта стал неоклассический архитектор Родольфо Вантини (1792—1856), который начал его возведение в 1813 году и посвятил этой цели всю свою жизнь. Теперь оно также называется Вантиниано, Вантиниево кладбище.

## Известные захоронения
- Аричи, Чезаре — поэт
- Бевилакква, Джулио — кардинал
- Вантини, Родольфо  — архитектор
- Вичини, Адзельо — футболист
- Джеи, Ренато — футболист
- Дзанарделли, Джузеппе — премьер-министр Италии (1901—1903)
- Десси, Даниэла — оперная певица
- Тито Спери — герой Рисорджименто
- Треккани, Джованни — политик
- Филиппини, Франческо — художник

## Галерея

Общий вид кладбища
Монумент жертвам Первой мировой войны
Часовня Св. Михаила
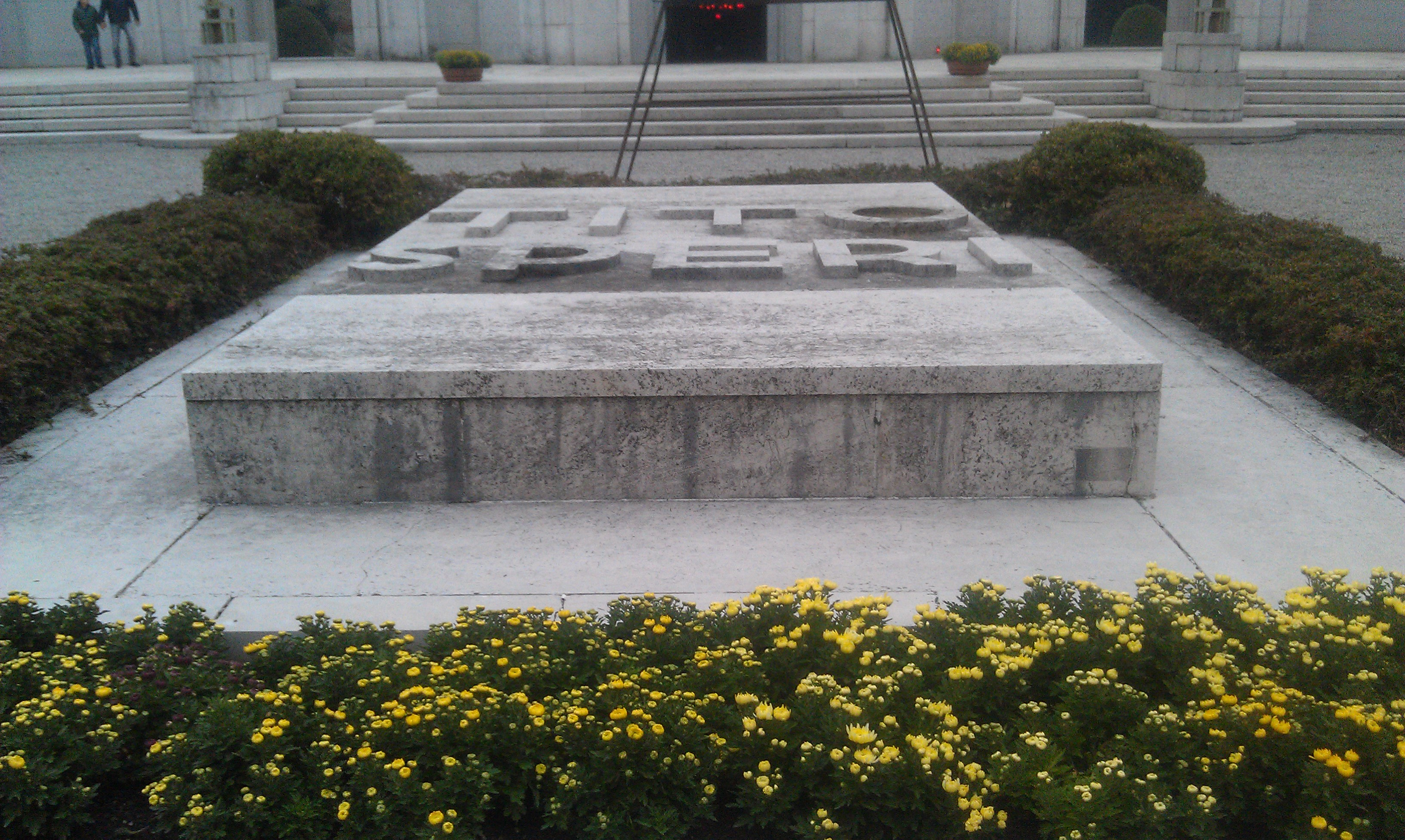
Могила Тито Спери
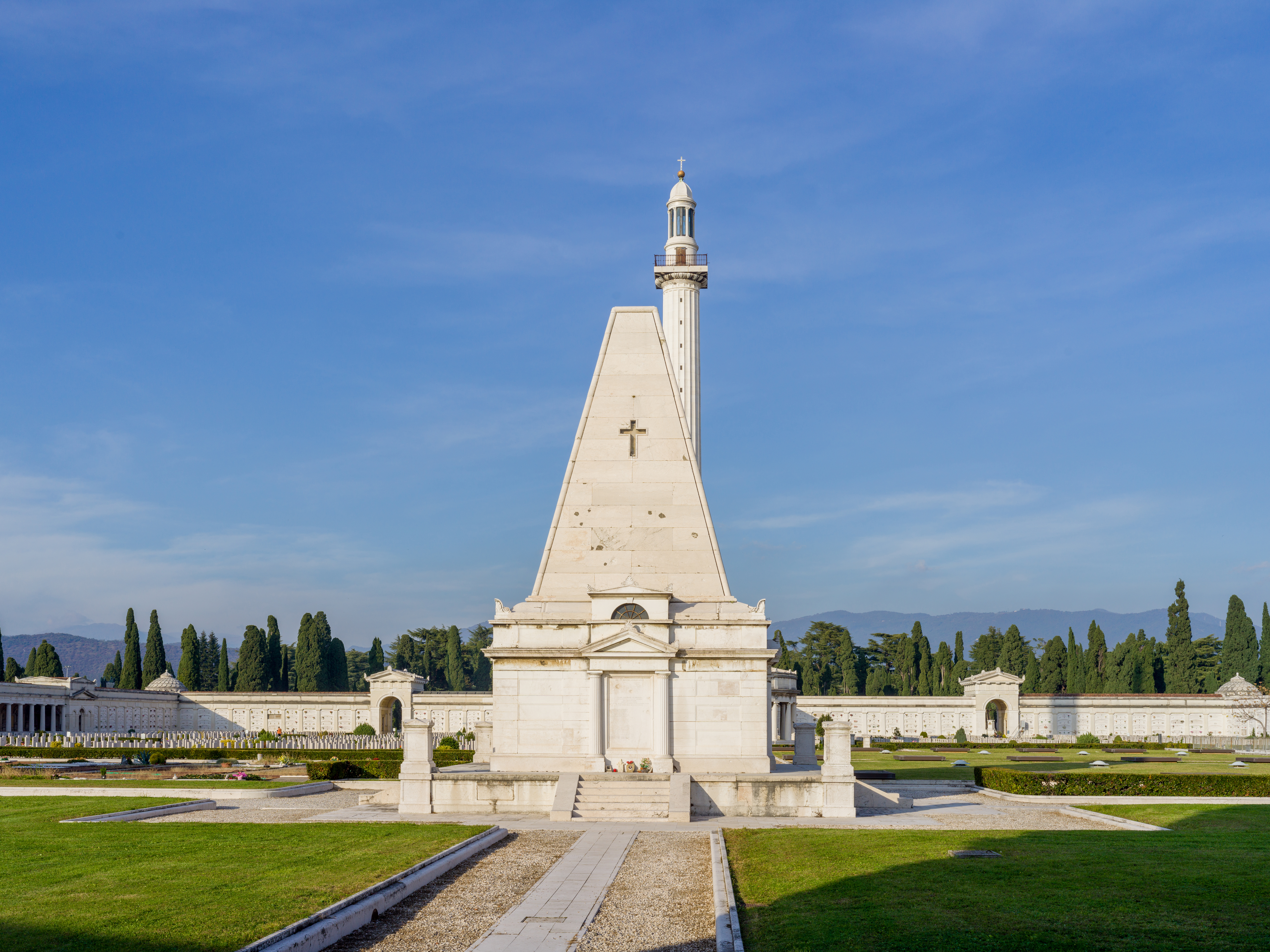
Памятник на могиле Дона Боссини
Восточная сторона
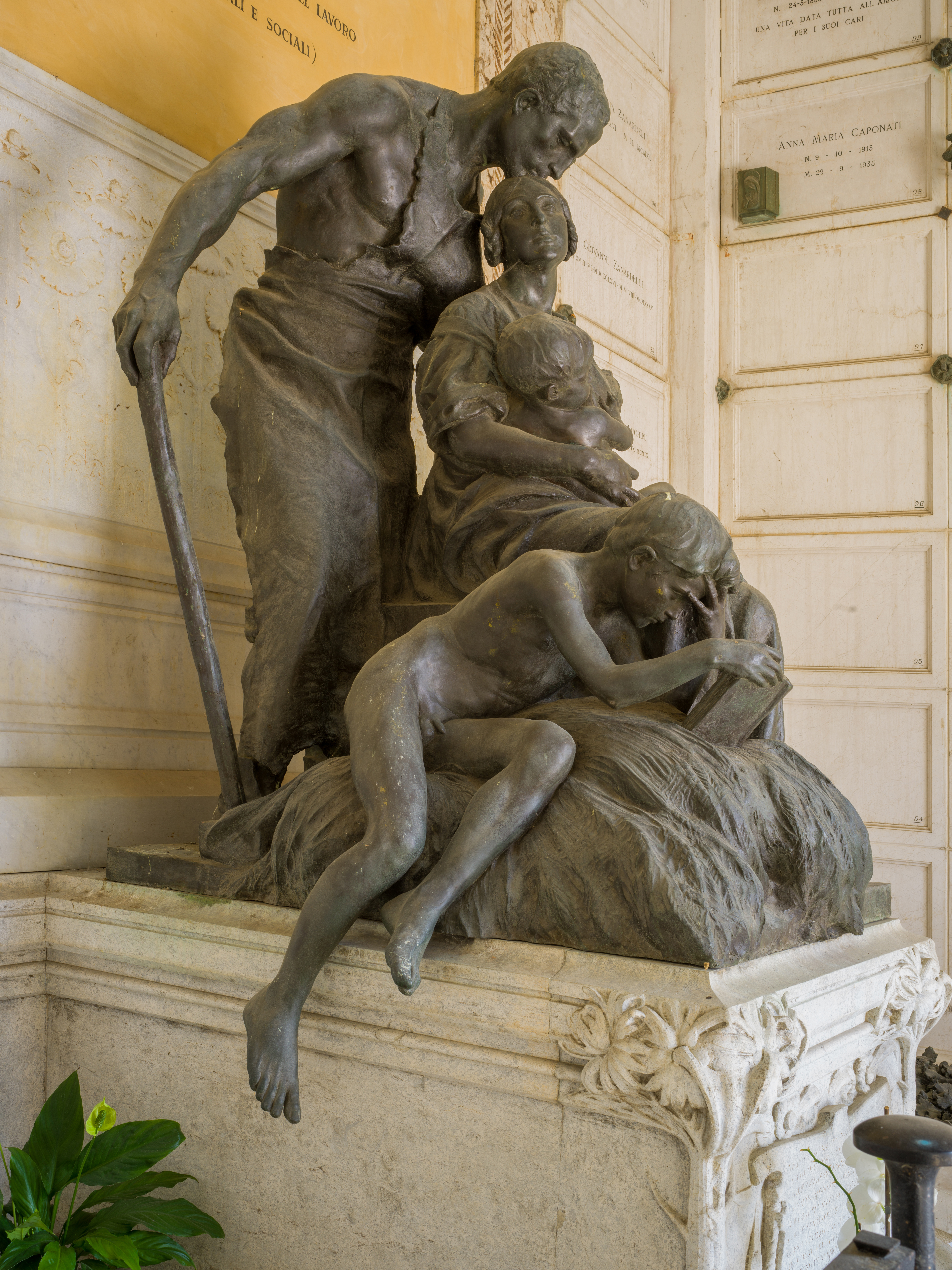
Могила Джузеппе Занарделли работа скульптора Этторе Ксименеса
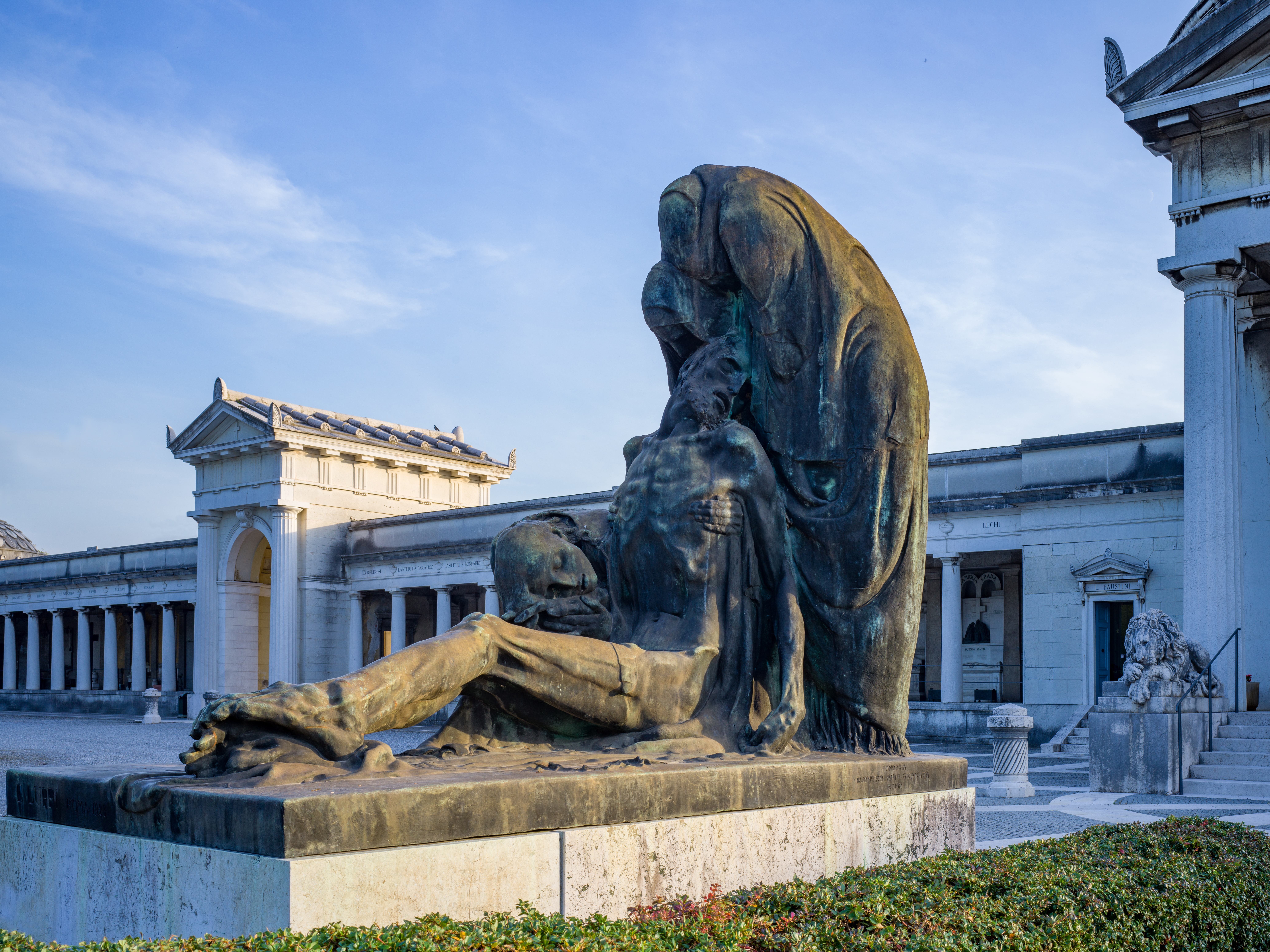
Пиета